# Harfe

Schematischer Aufbau einer Konzertharfe

Die Harfe ist ein Saiteninstrument und gemäß der Tonproduktion ein Zupfinstrument. Unter den drei Grundtypen der Saiteninstrumente, die in der Hornbostel-Sachs-Systematik nach der Anordnung der Saiten auf dem Saitenträger in Harfen, Zithern und Lauten eingeteilt werden, ist die Harfe als ein zusammengesetztes Saiteninstrument definiert, bei dem die Saitenebene senkrecht zur Resonanzdecke verläuft. Die Konzertharfe als größte Vertreterin ihrer Art ist mit 175–190 cm Höhe und meist 34–42 kg Gewicht eines der größten und schwersten Orchesterinstrumente. Die Harfe ist seit etwa 3000 v. Chr. von Abbildungen aus Mesopotamien und Ägypten bekannt. Der Spieler einer Harfe wird als Harfenist oder Harfenspieler (früher auch Harfenschläger) bezeichnet.

## Aufbau und Technik
Die Harfensäule bildet quasi das Rückgrat des Instrumentes. Oben ist der Kopf, der kunstvoll verziert sein kann, unten der Fuß. Vom Kopf aus führt der Hals zum Knie als Verbindung zum schräg nach unten verlaufenden Korpus, dem Resonanzkörper, der wiederum im Fuß endet.
Den oberen Teil des Resonanzkörpers bildet die Resonanzdecke, auf der sich die Bohrungen für die Saiten befinden. Die Decke wird bei den Saitendurchführungen oft durch eine Leiste an der Innen- oder Außenseite verstärkt. Die Stimmwirbel der Harfe befinden sich im Hals, je nach Typ der Harfe auch eine Mechanik. Diese Mechanik ist bei Pedalharfen über Pedalstangen, die entweder in der Säule oder im Korpus verlaufen, mit den Pedalen im Fuß verbunden.
Bei den einfachsten Harfen ist jede Saite für nur einen Ton zuständig. Bei der Hakenharfe lässt sich jede Saite mittels eines Hakens, häufig auch Halbtonklappe genannt, je nach Bedarf um einen Halbton höherstimmen. Bei der Pedalharfe können mit einem Pedal alle gleichnamigen Töne des Instrumentes um einen Halbton erhöht werden, bei der Doppelpedalharfe um einen weiteren Halbton.
Der Ausdruck „Konzertharfe“ bezeichnet heute immer eine Doppelpedalharfe (Grundstimmung Ces-Dur), mit der in allen Tonarten gespielt werden kann; die im alpenländischen Raum gebräuchliche Bezeichnung „Volksharfe“ bzw. „Tiroler Volksharfe“ bezeichnet eine Einfachpedalharfe (Grundstimmung Es-Dur) für Tonarten bis zu drei B und vier Kreuzen einschließlich C-Dur.

## Harfentypen

### Diatonisch gestimmte Harfen

#### Einfachpedalharfe
Im 18. Jahrhundert wurden zur Einstellung der Tonarten Pedalharfen konstruiert, die noch heute in Gebrauch sind. Bei der Pedalharfe wird die Saitenverkürzung durch eine aufwendige Mechanik mit bis zu 2500 Bauteilen mittels Pedalen, also auch während des Spielens, erreicht.
Ursprünglich war eine Pedalanordnung im Gebrauch, welche die Möglichkeit bot, den Ton einer Saite um einen Halbton höher zu stimmen. Entsprechend dem Aufwand beim Bau der Harfen waren es wenige, häufig fünf, später sieben Pedale. Die ursprünglich von Hand zu drehenden Haken wurden später mittels Zug-Seilen mit einem Pedal am unteren Teil des Resonanzkörpers der Harfe verbunden, um durch Treten dieses Pedals den Halbton zu erzeugen.
Mitte bis Ende des 18. Jahrhunderts waren „Zugkrückenmechaniken“ weit verbreitet: Dieses waren mechanisierte Haken, welche die Saiten auf einen am Hals angebrachten Steg quer zur Saitenebene drückten (Konstruktion Fa. Naderman Paris). Seltener war eine Mechanik mit mehreren drehbaren Haken (Fa. Cosineau Paris).
Ende des 18. Jahrhunderts wurde die bei den heutigen Konzertharfen gebräuchliche Gabelscheibenmechanik entwickelt (Fa. Nadermann Paris und Fa. Erard London). Funktion: Eine drehbare Scheibe, deren Achse quer zum Hals angeordnet ist, war mit zwei kleinen Stiften versehen, zwischen denen die Saite verläuft. Tritt man das Pedal, so dreht sich die Scheibe und die zwei Stifte drücken die Saite so ab, dass sie verkürzt einen Halbton höher klingt.
Die von den Pedalen betätigten Zugstangen wurden ausschließlich durch die Säule mit einer Umlenkung im Kopf der Verbindung zwischen Säule und Hals geführt. Exotische Konstruktionen wie die Umstimmung der Saiten durch Dehnen mit drehbaren Wirbeln der Fa. Cosineau zur Jahrhundertwende zum 19. Jahrhundert konnten sich nicht durchsetzen. Die Einfach-Pedalharfen erreichen im Gegensatz zur Hakenharfe eine maßgebliche Erweiterung der innerhalb eines Musikstückes erreichbaren Tonarten.

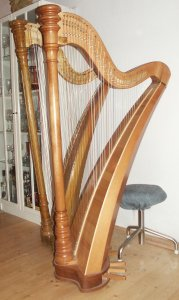
Tiroler Volksharfen

Eine besondere Art der Einfachpedalharfe ist die im späten 19. Jahrhundert auftretende Tiroler Volksharfe oder Tiroler Liederharfe, die das erforderliche Umstimmen für den typischen Tonartenwechsel der Alpenländischen Volksmusik einfach durch Treten der Pedale ermöglicht. Sie wird mit nicht betätigten Pedalen in Es-Dur gestimmt und erreicht damit die Tonarten Es- bis E-Dur.
Vermutlich handelt es sich wegen der gebogenen Decke um eine Weiterentwicklung der böhmischen Harfe. Die Namensgebung leitet sich aus dem Verbreitungsgebiet des heutigen Tirol und Südtirol ab. Es handelt sich dabei um eine recht einfache Konstruktion. Die statischen Teile des Halses inklusive der Lager für die Umstimmvorrichtungen sind in Holz ausgeführt. Die Anordnung der Pedale war je nach Instrumentenmacher verschieden.
Die Instrumente des Harfenbauers Franz Bradl (1882–1963) aus Brixlegg verhalfen der noch heute gültigen Konstruktion zum Durchbruch. Beteiligt war maßgeblich die Volksharfenspielerin Berta Höller (1923–2014) aus Vöcklabruck in Oberösterreich (Sinngemäßes Zitat: Da habe ich den Holzköpfen erst einmal klarmachen müssen, dass die Pedale wie bei der Konzertharfe angeordnet werden müssen, damit sich die Harfe durchsetzt).
Die von Franz Bradl nun nicht mehr verwendeten Drahthaken wurden noch lange vom Harfenbauer Kammel (Schneizlreuth, Oberbayern) weiterverwendet. Die von den bekannten Volksharfenbauern (Mürnseer, Kitzbühel, Petutschnigg, Lienz, Kröll, Zangerle, beide Tirol und Fischer, Traunstein in Oberbayern) noch gebauten Instrumente sind mit Gabelscheibenmechaniken ausgerüstet. Das Konstruktionsmerkmal mit den Zugstangen im Resonanzboden und Umlenkung im Knie hat sich bei den Volksharfen erhalten. Diese Harfen zeichnen sich durch einen klaren Klang und ein kräftiges Knie aus.

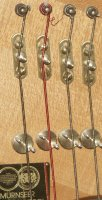
Gabelscheiben einer modernen Volksharfe
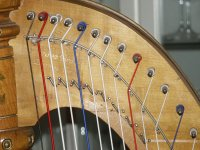
Halbtonmechanik der Bradlharfe
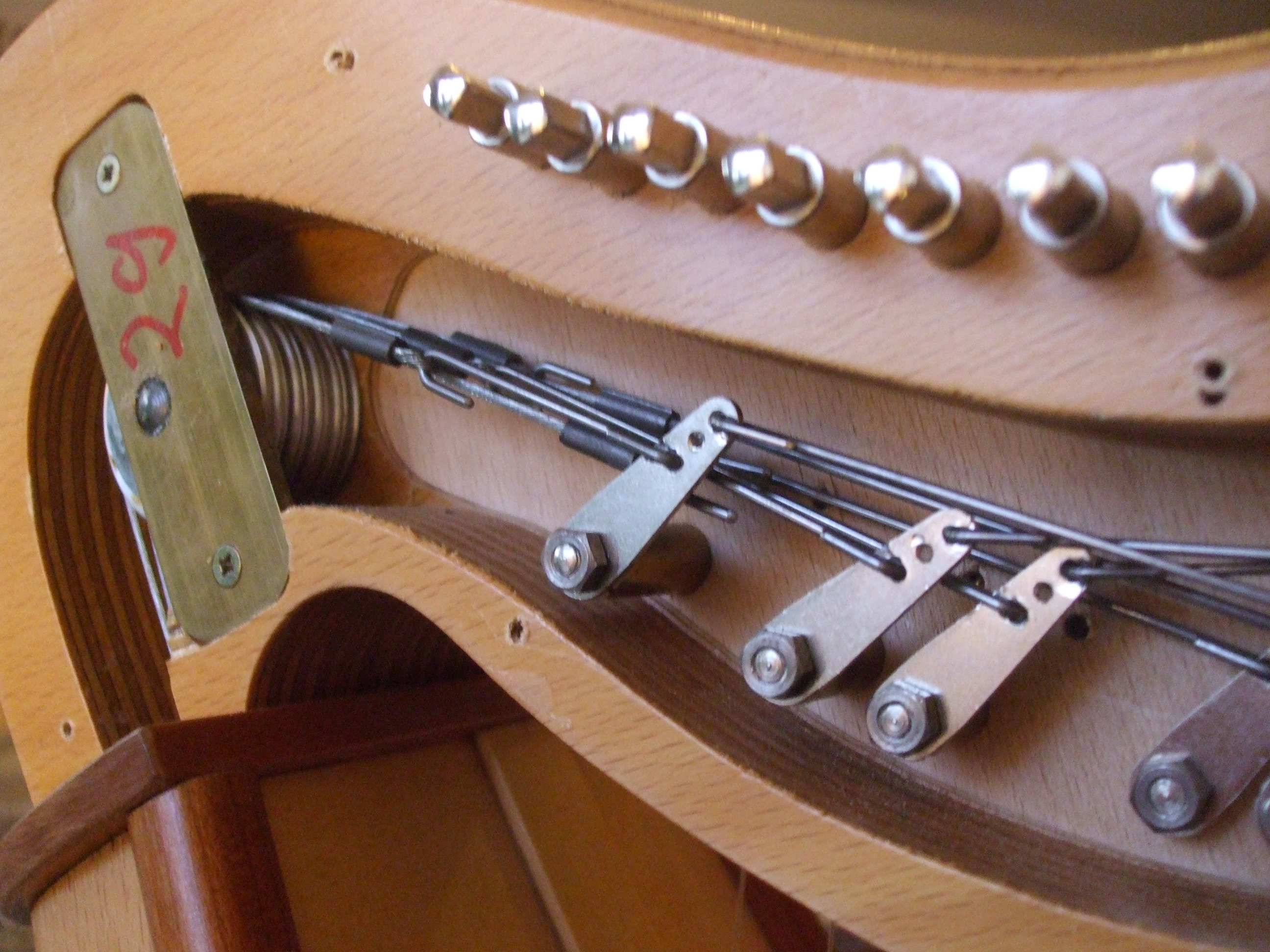
Innenansicht der Halbtonmechanik
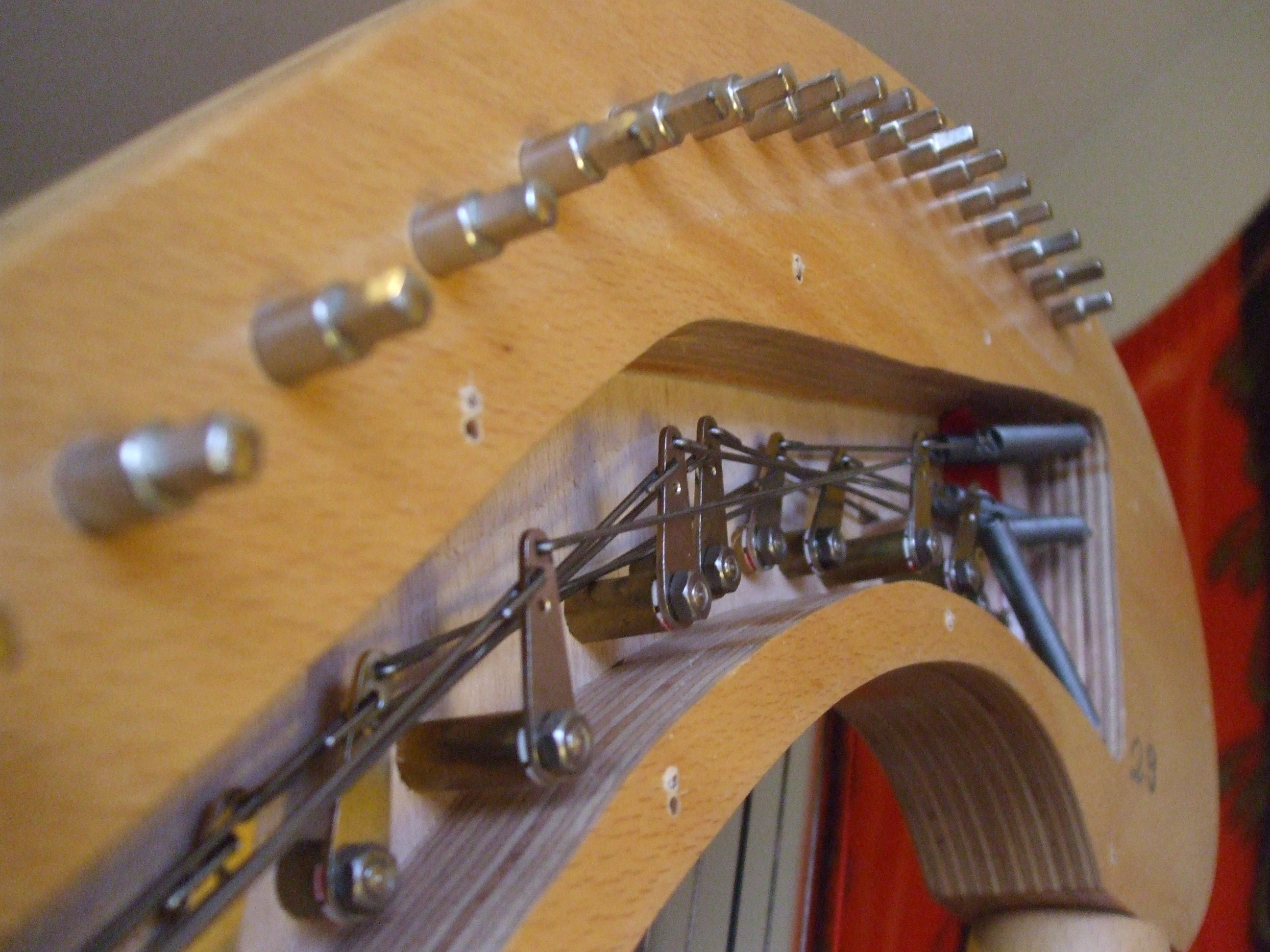
Innenansicht der Halbtonmechanik

#### Doppelpedalharfe

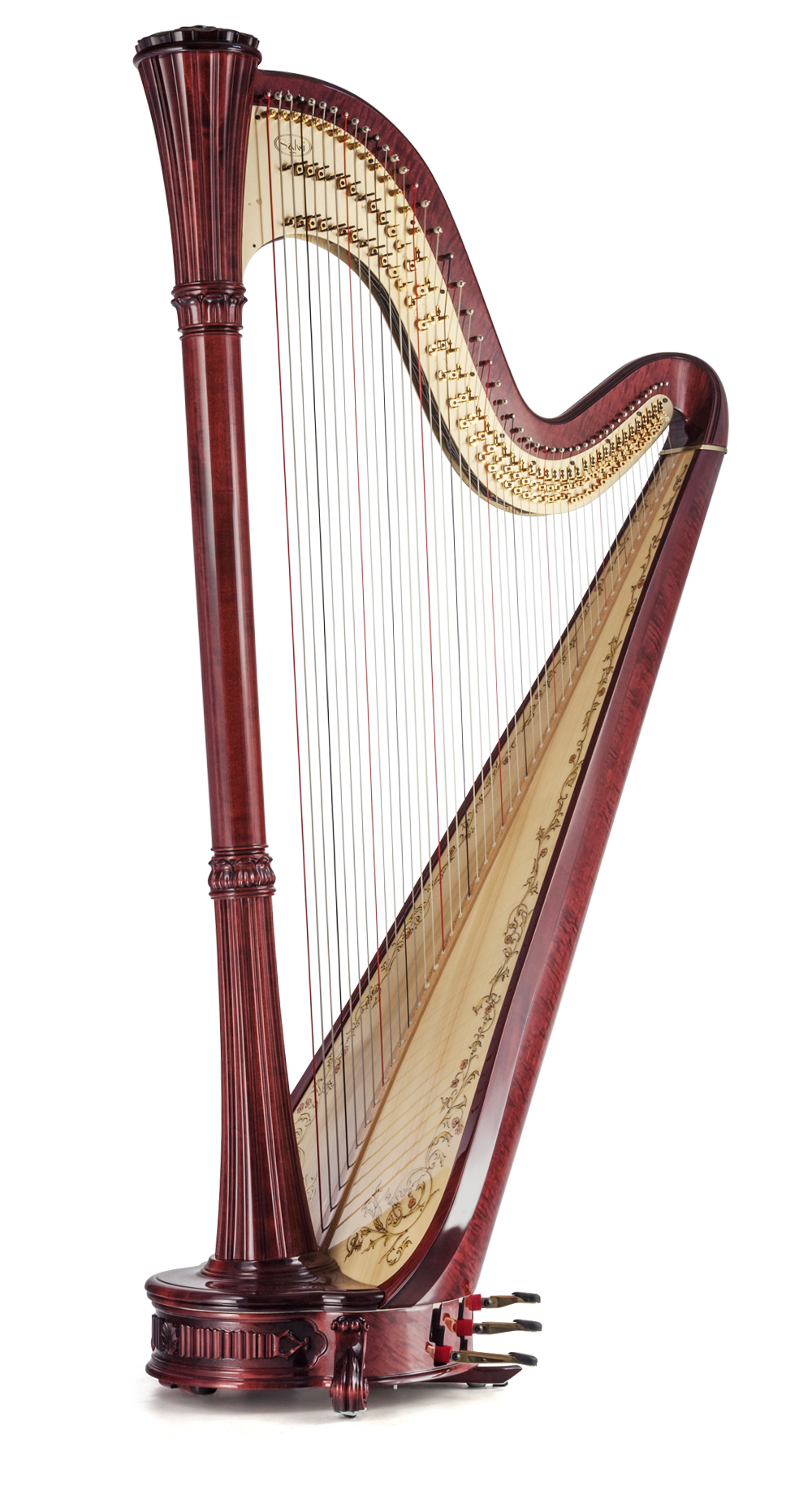
Salvi-Konzertharfe mit Resonanzdecke in Birnenform.

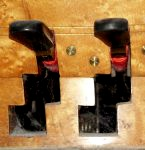
Zwei der üblichen sieben Doppelpedale

Am 2. Mai 1810 erhielt Sébastien Érard das Patent für eine Harfe mit Drehscheibenmechanik und doppelter Auflösung, so dass man jedes Pedal um zwei statt nur einer Stufe treten konnte (kleines Bild). Dadurch wurde die Erhöhung um je zwei Halbtöne und somit einen Ganzton möglich. 3500 verkaufte Exemplare führten zur Standardisierung der Harfe, die mit 45, 46 oder 47 Saiten bespannt ist und in dieser Form bis heute fast unverändert von den Konzertharfenbauern verwendet wird.
Die Doppelpedalharfe wurde so zur heute gebräuchlichen Konzertharfe. Sie hat 45 bis 47 Saiten unterschiedlicher Länge (7 bis 150 cm), die diatonisch gestimmt sind, und umfasst einen Umfang von sechseinhalb Oktaven. Sie besitzt in der Regel sieben Pedale, eines für jeden Stammton. Die Pedale sind durch Metallstangen oder -seile in der Säule der Harfe mit einem Zugmechanismus verbunden, der es mit Hilfe kleiner Gabeln erlaubt, während des Spielens die Länge des schwingenden Teils der Saiten zu verkürzen und ihre Stimmung um einen halben oder ganzen Ton zu erhöhen. In der obersten der drei möglichen Positionen (Anfangsposition) hat jeder Ton ein ♭-Vorzeichen.
In den 1970er Jahren gelangten Modelle mit verbreiterten Resonanzdecken im Bassbereich auf den Markt. Die Decke erscheint in der Vorderansicht in der Birnenform (großes Bild). Die Doppelpedalharfe erweiterte die Spielmöglichkeiten sehr, zum Beispiel das Spielen eines Glissandos über einen verminderten Septakkord. Nach der Arpa Tripla (Arpa Doppia) des 17. Jahrhunderts wurde die Harfe im 19. Jahrhundert als Doppelpedalharfe erneut fester Bestandteil „Klassischer Orchester“.
Doppelpedalharfen erreichen aufgrund der Standardisierung relativ einheitlich eine Höhe von bis 1,80 Meter und ein Gewicht bis zu 50 Kilogramm, das je nach Ausführung und verwendeten Materialien auch deutlich geringer sein kann. Die Saitenspannung erhöhte sich mit der Weiterentwicklung der Konzertharfe bedeutend und erfordert von Harfenisten ausgeprägtes Training zur Kraftbildung, dem Hornhautaufbau und spezielle Techniken zur Entspannung der Hand (nach unten zeigende Finger zupfen die Saiten und werden zum Entspannen der Hand in die Handfläche artikuliert).

#### Hakenharfe

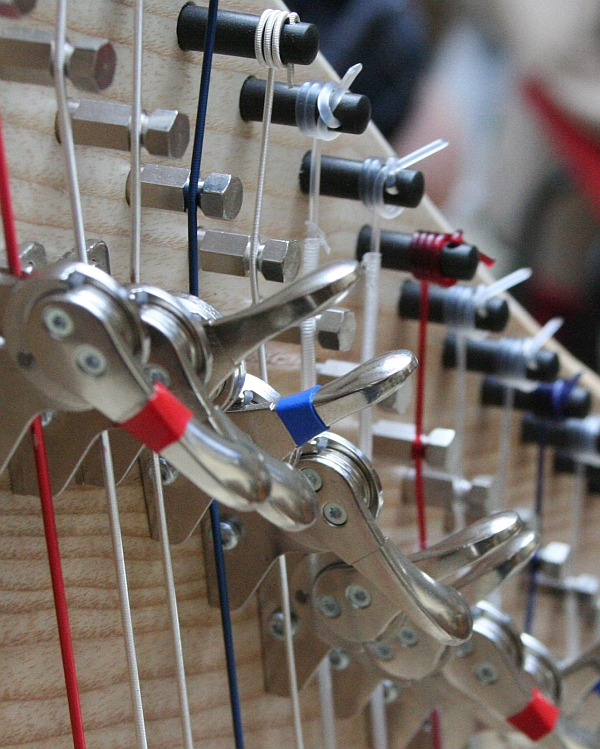
Haken oder Halbtonklappen einer modernen irischen Harfe

Eine Hakenharfe ist ein nach ihren Umstimmvorrichtungen bezeichneter Harfentyp. Die Harfe ist traditionell ein diatonisches Instrument, das auf eine Tonart eingestimmt ist (in der Regel Es-Dur). Vermutlich mit der Verbreitung der temperierten Stimmung und um schnell die Tonart wechseln zu können, wurden ab dem 18. Jahrhundert unterhalb der Stimmwirbel, am oberen Ende der Saite, Haken angebracht, mit denen die einzelnen Saiten verkürzt und so um jeweils einen Halbton erhöht werden konnten. Es müssen nicht alle Saiten mit Haken versehen sein. Meistens wird die Tonart vor jedem Stück eingestellt. Es ist jedoch auch möglich, während des Spiels üblicherweise mit der linken Hand die Umstimmer zu bedienen.
Hakenharfen sind seit dem 17. Jahrhundert bekannt, Anfang des 18. Jahrhunderts wurden Pedalmechaniken zur Steuerung der Haken entwickelt. In der Kunstmusik waren Hakenharfen neben den Pedalharfen noch bis weit ins 19. Jahrhundert hinein verbreitet. Am bekanntesten sind jedoch jene Instrumente, die häufig von böhmischen und thüringischen Wandermusikern bis in die 1950er Jahre hinein gespielt wurden. Diese werden darum als Böhmische Hakenharfen bezeichnet und sind heute wieder in Franken und Süddeutschland beliebt. Außerdem sind viele der so genannten irischen oder keltischen Harfen Hakenharfen. Bei heute üblichen Hakenharfen sind die ursprünglichen einfachen Haken durch Halbtonklappen (im Englischen „Levers“) ersetzt, der Name ist jedoch geblieben. Die heute gebräuchlichen Typen sind die Keltische Harfe und die Böhmische Harfe.

#### Lateinamerikanische Harfen

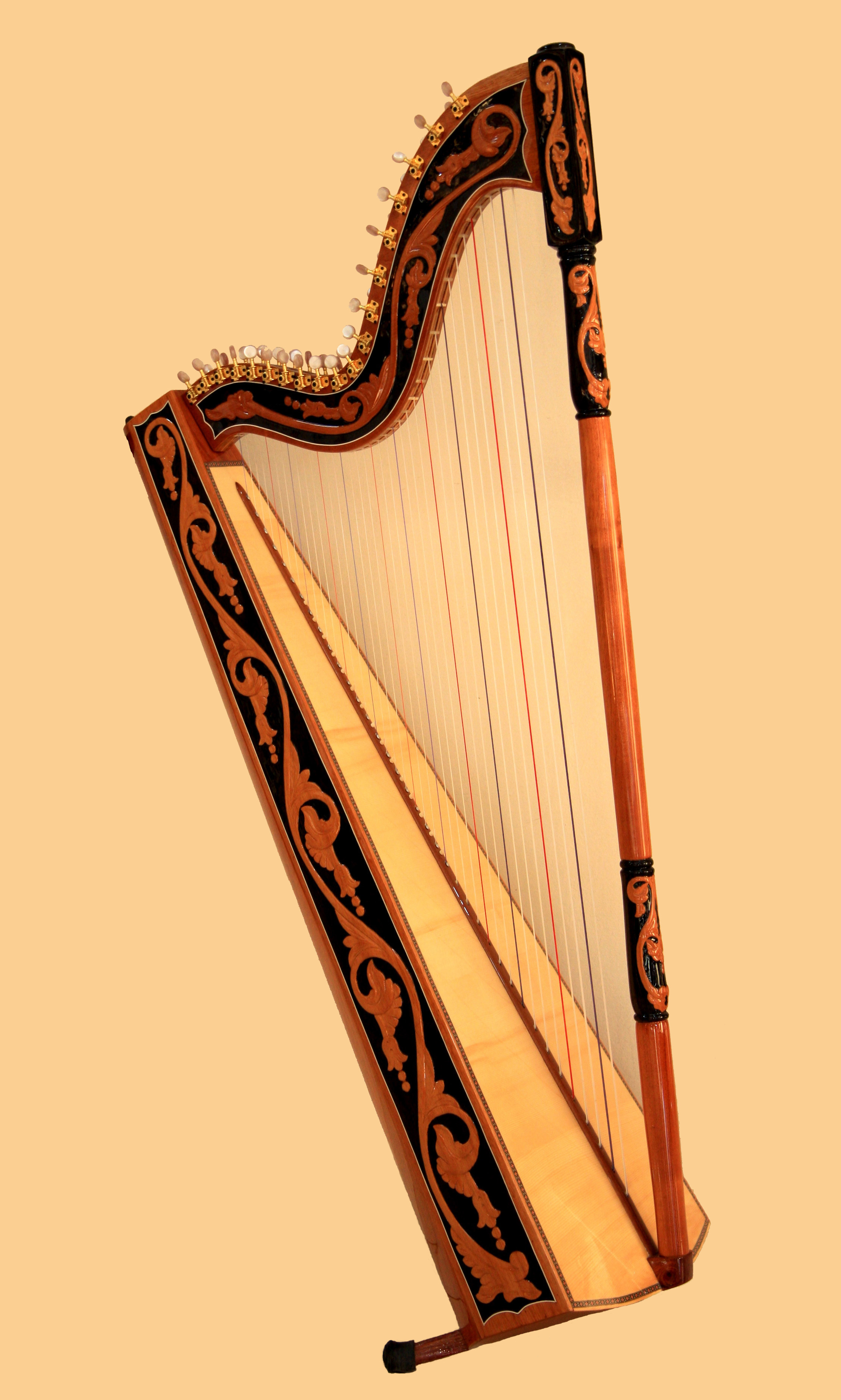
Paraguayische Harfe

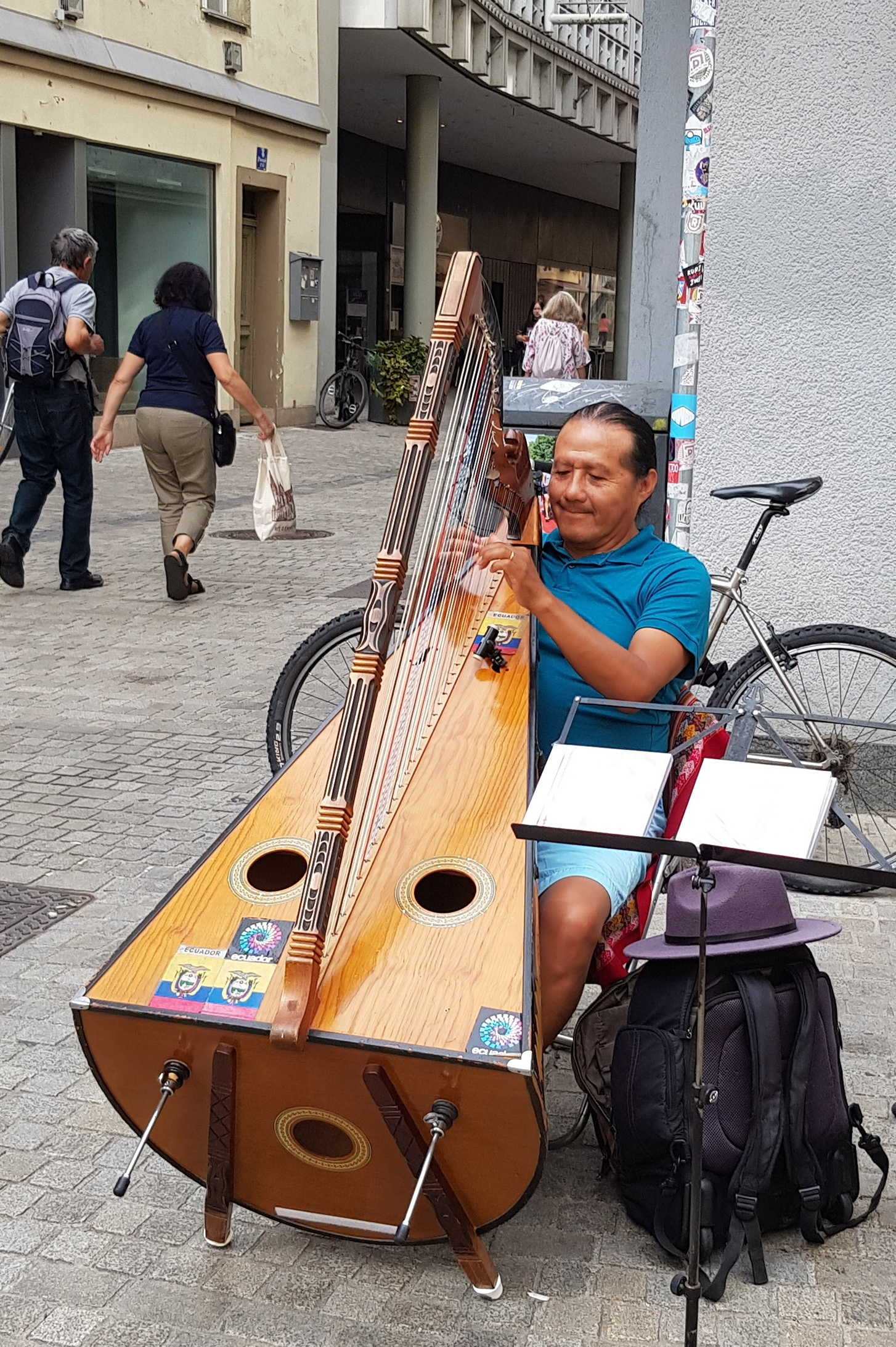
Andenharfe mit breitem Resonanzkörper und 34 Saiten

Die in Spanien weit verbreitete Arpa Dos Ordenes wurde im 16. Jahrhundert durch die Spanier in Lateinamerika eingeführt – sie war damals in Europa ein Modeinstrument. Das Instrument verlor im Lauf seiner Entwicklung die pentatonische Saitenreihe und ist heute ein diatonisches Instrument ohne Umstimmvorrichtungen und mit Nylonsaiten bespannt. Die Harfe ist heute in Südamerika weit verbreitet und Harfenmusik ist Teil der Folklore in verschiedenen Ländern Lateinamerikas.
Besondere Beliebtheit genießt dieses Instrument in Paraguay und in Venezuela. Die typische Paraguay-Harfe hat 36 Saiten und ist etwa 150 cm hoch, der Abstand zwischen den Saiten beträgt etwa einen Zentimeter. Die Schallöffnungen befinden sich auf der Rückseite des Instrumentes. Die venezolanische Arpa llanera ist größer, durchschnittlich etwa 160 cm, hat 32 Saiten, die Saitenabstände betragen 1,4 cm und die Schallöffnungen befinden sich auf der Vorderseite des Instrumentes, auf dem Resonanzboden. Die Arpa llanera wird ebenso in Kolumbien gespielt. Die in den Anden, den Bergen Südamerikas, verbreitete Harfe besitzt einen sehr breiten Resonanzkörper und hat 34 Saiten. Seit mehr als 150 Jahren ist die Andenharfe zu einem traditionellen Instrument von Quechuasprachigen geworden. Die peruanische Harfe ist besonders populär in der Region Ayacucho. In Chile, Ecuador und Bolivien ist die Harfe nicht unbekannt, verliert aber mehr und mehr an Bedeutung. In Mexiko ist die Harfe im Bundesstaat Veracruz populär, sie wird dort aber mehr zur Begleitung und nicht als Soloinstrument benutzt. Das berühmte Lied La Bamba ist ursprünglich ein Harfenlied.
Entsprechend der weiten Verbreitung dieses Instruments in Südamerika gibt es viele Musikstile, die mit der Harfe gespielt werden können (z. B. der Joropo). Venezolanisch-kolumbianische Harfenmusik ist sehr rhythmisch und vom heißen Klima der tropischen Tiefebenen beeinflusst. Traditionell wird dazu auch gesungen (zum Teil Sprechgesang) und die Harfe wird vom Cuatro, den Maracas (Rumbakugeln) und von einem Bass begleitet. Paraguayische Harfenmusik ist melodiös und melancholisch. Sie wird mit Gitarre, Requinto (Kleine Gitarre) und manchmal mit Akkordeon begleitet. Andenmusik fußt auf der Pentatonik der Inkas, ist oft schwermütig und wird von Europäern mit ihrem ständigen Wechsel von Moll- zu Dur-Klängen als leicht traurig empfunden.
Südamerikanische Harfen werden mit den Fingernägeln gezupft.

### Chromatisch gestimmte Harfen
Im 15. oder 16. Jahrhundert entstanden in Spanien und Italien chromatische Harfen, insbesondere die Doppelharfen. Es sind heute folgende Typen der chromatischen Harfe bekannt:
- Arpa Dos Ordenes (spanische Harfe mit gekreuzten Saiten)
- Arpa doppia (italienische Doppel- oder Tripelharfe)
- Pleyel-Harfe
- Weigel-Harfe
- Walisische Tripelharfe

#### Moderne Sonderfälle
Die Experimentierkunst im Harfenbau ist nicht erloschen, so waren 1999 auf dem Harfenkongress in Prag moderne Formen der Pleyelharfe und kleinere chromatische Harfen mit zwölf Saiten in einer Reihe zu sehen. Diese Modelle waren in der Renaissance und im Barock in kleinerem Umfang bereits vorhanden, ohne jemals weitere Verbreitung zu finden.
Um 1900 erfuhr die chromatische Harfe eine kurze Wiederbelebung. Aufgrund der immer chromatischer werdenden Kunstmusik hielten manche die diatonische Pedalharfe für unbefriedigend bzw. nicht geeignet für die moderne Musik. Der bekannteste Komponist, der für dieses Instrument komponiert hat, war Claude Debussy.
Ausgehend von einer im 19. Jahrhundert bereits vorhandenen Konstruktion einer chromatischen Harfe unternahm der Harfenist Christoph Pampuch Ende des 20. Jahrhunderts einen neuen Anlauf. Auf Basis der böhmischen Harfe entwickelte er ein doppelreihig überkreuztes, dazu handliches Modell, das mit eigener Spieltechnik und ohne fehleranfällige Mechanik das gesamte chromatische Spektrum bietet. Das Besondere ist die Stimmung des Instruments, dabei werden die Saiten einer Saitenreihe immer in großen Sekunden (analog dem Salzburger Hackbrett) gestimmt, also in zwei parallelen Ganztonleitern. Damit gehört diese Harfe zu den 6-plus-6-Instrumenten. Der Musiker oder die Musikerin greift für einen Dreiklang zwei Saiten aus einer Ebene und eine Saite aus der zweiten Ebene. Seit 2005 gibt es jährlich ein Treffen der chromatischen Harfenspieler.

## Geschichte

### Etymologie
Das Wort Harfe (ahd. harpha, harpfa, harfa, harf, mhd. harpfe, härpfe, herpfe) ist gemeingermanisches Wortgut (germ. *harpō) und findet sich ähnlich in allen west- und nordgermanischen Sprachen (aengl. hearpe, asächs. harpa, nl. und engl. harp; anord. und schwed. harpa, dän. und norw. harpe); im Gotischen ist es nicht bezeugt. Zur Zeit der Völkerwanderung gelangte das Wort ins Spätlateinische (arpa, auch harpa), insbesondere wohl auch in die vulgärlateinische Soldatensprache und findet sich so von jeher auch in allen romanischen Sprachen (span., kat., prov. und it. arpa, port. harpa, frz. harpe, rum. harpă), was Adelung noch zu der irrigen Vermutung verleitete, dass das Instrument samt seinem Namen aus dem romanischen Raum nach Deutschland gelangt sei. Dass das Gegenteil der Fall ist, zeigt sich bei Venantius Fortunatus, der die harpa in einem der ältesten schriftlichen Nachweise überhaupt (um 580) als „barbarisches“ Instrument glossiert und sie der römischen Lyra und der britannischen, also keltischen, Chrotta gegenüberstellt. Die slawischen Sprachen entlehnten das Wort sehr viel später aus dem Deutschen. Im Polnischen etwa ist harfa erst 1532 nachgewiesen, russisch арфа sogar erst 1698.
Die weitere Herleitung ist umstritten. Die Annahme, dass es sich bei dem germanischen Wort um eine sehr alte Entlehnung oder einen Urverwandten von griechisch ἅρπη (árpē) „Sichel, Harpe“ handelt und sich folglich der Name des Instruments seiner Form verdankt, findet nur noch wenige Unterstützer. Eine andere Hypothese, die ausführlich von Rudolf Meringer und Hans Sperber ausgearbeitet wurde und derzeit in der von Elmar Seebold verantworteten aktuellen Auflage des Etymologischen Wörterbuchs der deutschen Sprache als einzige in Erwägung gezogen wird, führt die Bezeichnung auf die Art der Klangerzeugung zurück und deutet sie als Substantivierung eines germ. Verbs *harpon „zupfen“, das in dieser Bedeutung zwar in keiner Sprache nachgewiesen ist, sich aber mit isländisch harpa „kneifen“ sowie mit dem aus dem Altfränkischen stammenden altfranzösischen harper „greifen, packen“ sowie harpe „Kralle, Klaue“ (vgl. Harpune) vergleichen lässt, ferner vielleicht auch mit lateinisch carpere „pflücken“, das seinerseits wohl mit englisch harvest „Erntezeit“ und deutsch Herbst urverwandt ist.
Julius Pokorny wiederum ordnete die Harfe (nicht aber die griechische ἅρπη) ob ihrer „hakigen Krümmung“ einer indogermanischen Wurzel *(s)kerb, *(s)kreb „(sich) krümmen, drehen“ zu, die demnach auch so unterschiedlichen Wörtern wie schrumpfen, shrimp, Krampf und Korb zugrunde liegt. Wolfgang Pfeifer griff in seinem Etymologischen Wörterbuch des Deutschen diese Herleitung wieder auf, ergänzte sie aber um das Benennungsmotiv der „beim Zupfen gekrümmten Finger“.
Ferner wurde verschiedentlich über einen vor- oder außerindogermanischen Ursprung spekuliert. So griff in jüngerer Zeit Theo Vennemann die 1907/1911 von Hermann Möller angestellte (und in der Zwischenzeit universell ignorierte) Vermutung auf, dass das Wort semitischen Ursprungs sei, und mutmaßte ferner, dass „das Wort mit der Sache“, also dem Instrument, in der Kupfer- oder Bronzezeit aus dem Alten Orient nach Westeuropa gelangte. Vennemans Theorien über die für diesen Kulturtransfer angeblich verantwortlichen „atlantischen Semitiden“ sind in der Fachwelt allerdings ebenso wie seine Überlegungen zu einer einst in ganz Europa verbreiteten „vaskonischen“ Sprachfamilie höchst umstritten, seine Herleitung der Harfe hält aber etwa das Etymologisch woordenboek van het Nederlands für wahrscheinlich.

### Altertum

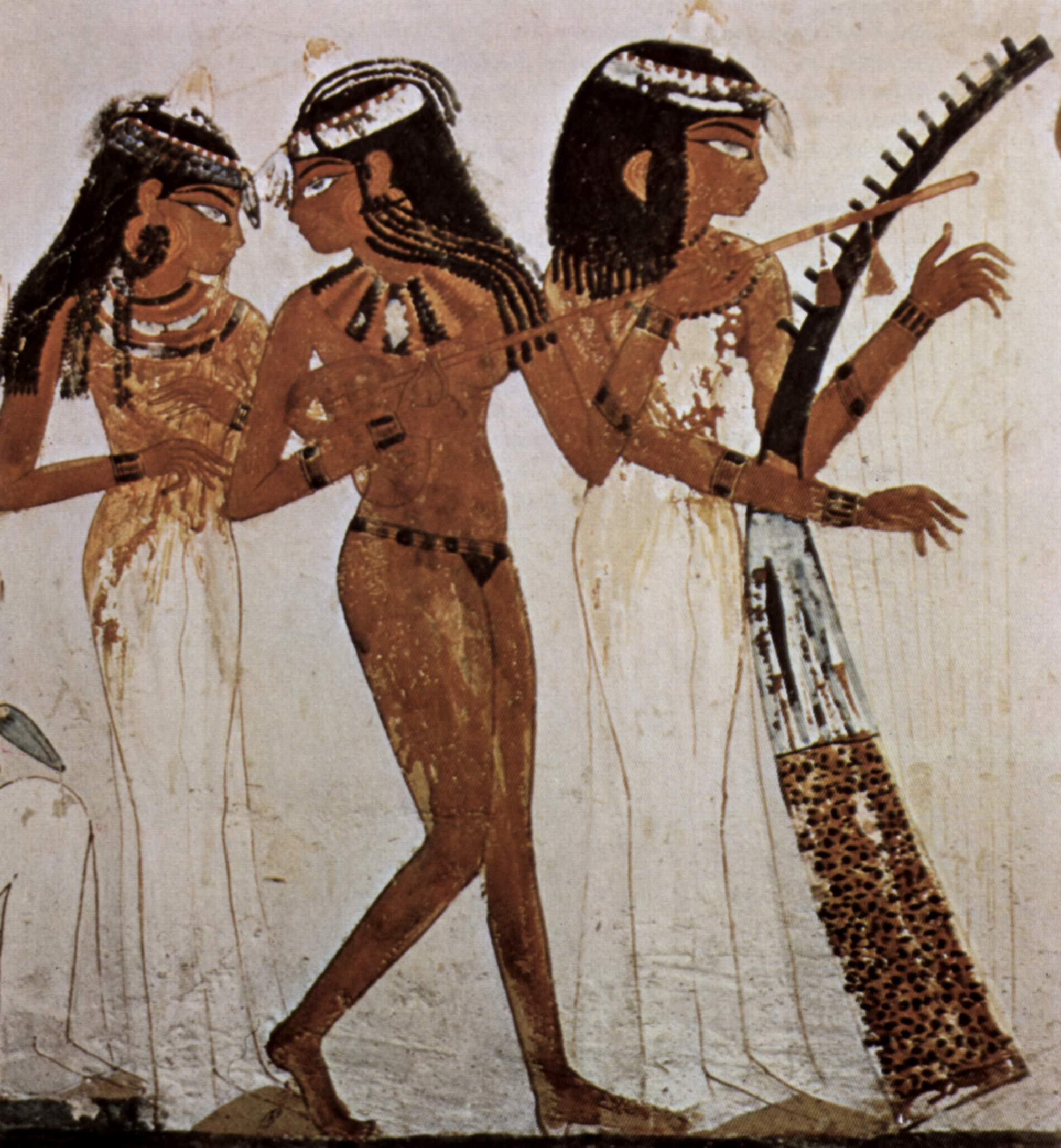
Szene mit Tänzerinnen und Harfenspielerin (Aus der Grabkammer des Nacht, Theben, um 1422–1411 v. Chr.)

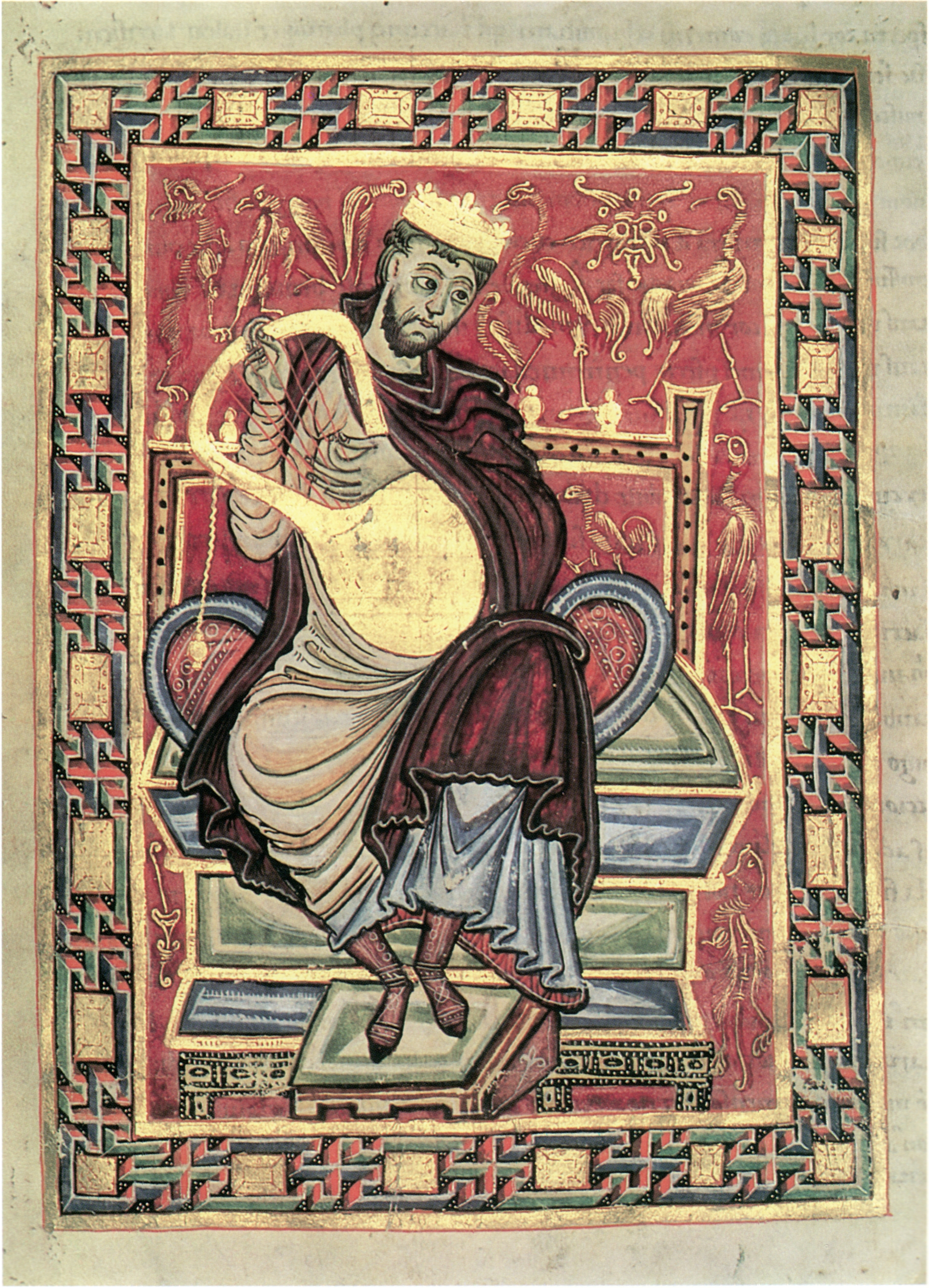
König David mit kinnor (Folie 20v aus dem Egbert-Psalter, um 980 n. Chr.). Die Abbildung der sogenannten Davidsharfe zeigt eine Leier.

Es gibt Hinweise auf Harfen im Alten Ägypten und in Mesopotamien seit etwa 3000 v. Chr. Die ersten Abbildungen von Harfen erscheinen in Mesopotamien und im Alten Ägypten etwa 2400 v. Chr. zeitgleich mit Leiern. Die älteste, mit Namen und auf einer Abbildung aus dieser Zeit bekannte ägyptische Harfenspielerin hieß Hekenu. Sie begleitete die damals offensichtlich berühmteste Sängerin Iti. Aus der Kykladenkultur haben sich zehn Marmorstatuetten mit sitzenden Harfenspielern erhalten, die von ca. 2600 bis 2200 v. Chr. entstanden sind.
Diese ältesten Harfen waren Bogenharfen, denen um 1900 v. Chr. ein neuer Harfentyp nachfolgte, dessen Hals in einem rechten oder spitzen Winkel vom Resonanzkörper abging. Die Zahl der Saiten konnte bei den Winkelharfen deutlich erhöht werden. Unterschieden werden nach der Spielposition des Resonanzkörpers große vertikale Winkelharfen mit teilweise mehr als 20 Saiten von kleineren horizontalen Winkelharfen mit weniger als zehn Saiten. Letztere haben sich im 1. Jahrtausend v. Chr. von den Assyrern nach Zentralasien verbreitet. Ein gut erhaltenes Fundstück aus dem Altai ist die in das 4. Jahrhundert v. Chr. datierte Pasyryk-Harfe. Die vertikalen Winkelharfen Tschang wurden im Iran bis zum 17. Jahrhundert und in der osmanischen Türkei bis Anfang 18. Jahrhundert gespielt. Den Nachteil der Winkelharfe, ihre geringe Stabilität und schlechte Stimmbarkeit, überwand die Erfindung der dreiseitig geschlossenen Rahmenharfe, die in Europa um 800 n. Chr. erfolgte. Hiervon sind alle modernen Konzertharfen abgeleitet.
Archäologen aus Innsbruck haben eine 2000 Jahre alte, geschnitzte Winkelharfe rekonstruiert. Der aus Hirschgeweih geschnitzte Arm der Harfe ist reich verziert und trägt eine rhätische Inschrift. Im nördlichen Europa (im Gegensatz zum Mittelmeerraum) erscheinen die ersten Abbildungen von Harfen in Irland um etwa 800 n. Chr. Diese Harfen bilden mit ihren Charakteristika (geschwungener Hals, abgeschrägte Saitenanordnung) den Grundtypus aller heute weltweit gebräuchlichen Harfen.
Das „biblische Harfe“ oder „Davidsharfe“ und im Alten Testament kinnor genannte Saiteninstrument, mit dem der hebräische König David die bösen Geister seines Vorgängers Saul austrieb, war wahrscheinlich eine Leier. Mit den Bezeichnungen hearpan in der mittelalterlichen angelsächsischen Dichtung Beowulf (8. Jahrhundert) und harpha in der deutschen Literatur des 9. Jahrhunderts war eine Harfe, eine Leier oder allgemein ein Saiteninstrument gemeint.

### Mittelalter und Neuzeit
Vier der ältesten Harfen haben sich in Europa erhalten: Es sind dies drei keltische Harfen aus dem 15. oder 16. Jahrhundert. Bei der nach dem legendären irischen Hochkönig Brian Boru benannten Harfe mit einem aus einem einzigen Stamm gebeitelten Korpus kam als Resonanzholz Weidenholz zum Einsatz. Diese Harfe kann in der Bibliothek des Trinity College in Dublin besichtigt werden. Die Brian-Boru-Harfe ist im Wappen der Republik Irland sowie auf der Flagge der irischen Provinz Leinster zu sehen, auch ist sie auf den irischen Euromünzen abgebildet, und war davor lange auf allen Münzen des irischen Pfundes zu sehen. Zwei sehr ähnliche Exemplare, die Queen Mary Harp und die Lamont Harp befinden sich im Museum of Scotland in Edinburgh. Eine vierte Harfe, die sogenannte „Wolkenstein-Harfe“ oder „Eisenach-Harfe“ vom Ende des 14./Anfang des 15. Jahrhunderts, kann man heute auf der Wartburg in Eisenach besichtigen.
In Mitteleuropa tritt die Harfe als einfache Schoßharfe auf (oft auch als Bogenharfe). Schnarrer waren weit verbreitet, das Instrument klingt dadurch kräftiger. Der schnarrende Klang deutet auf die Verwendung als Begleit- und Rhythmusinstrument hin. Die Pedalharfe mit am Harfenfuß angebrachten Pedalen wurde 1720 von Jacob Hochbrucker erfunden.
Die drei folgenden Bilder zeigen Details einer „Gotischen“ Harfe frei nach der Harfe MI59 im Germanischen Nationalmuseum Nürnberg.

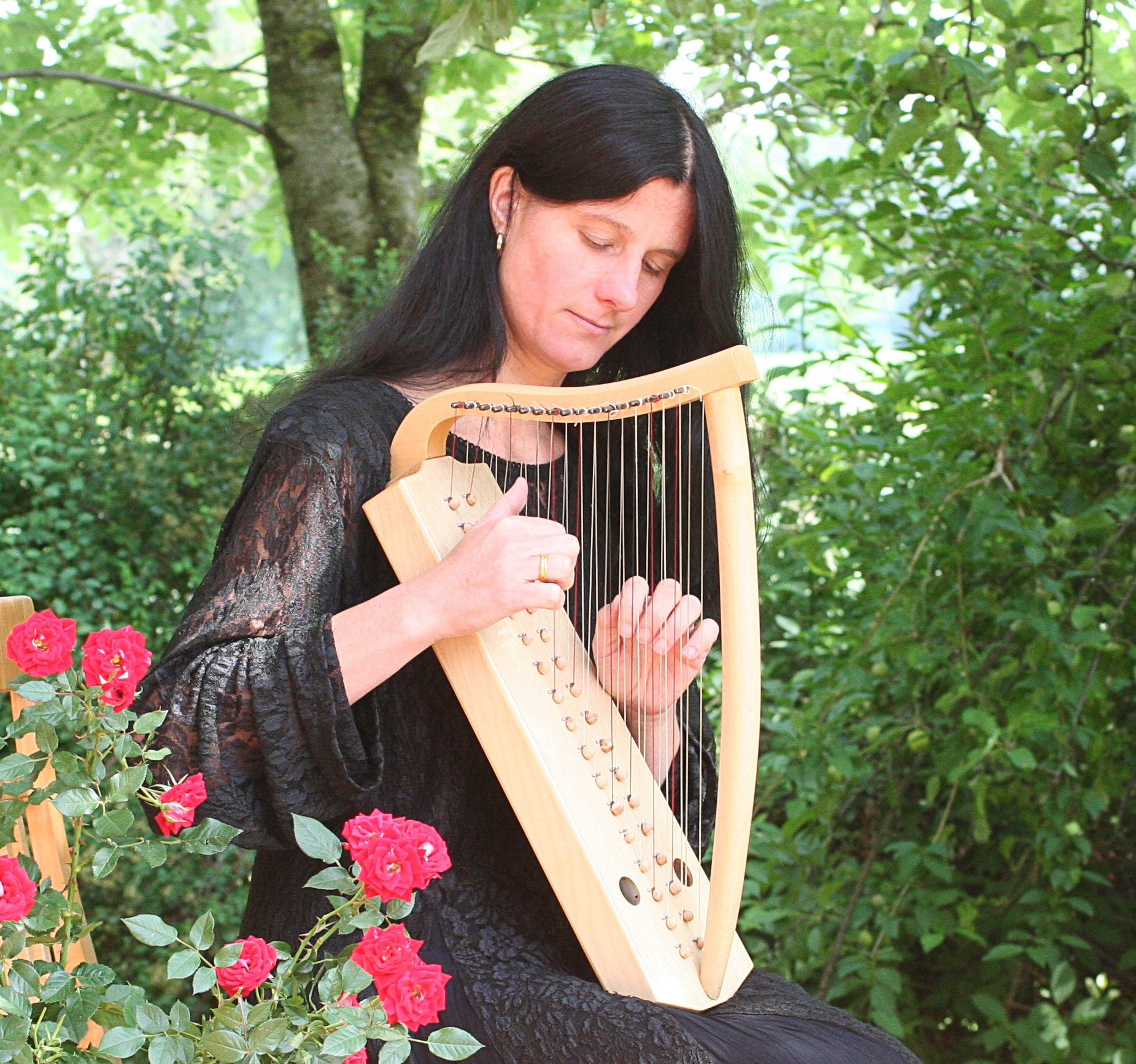
Nachbau Doppelharfe
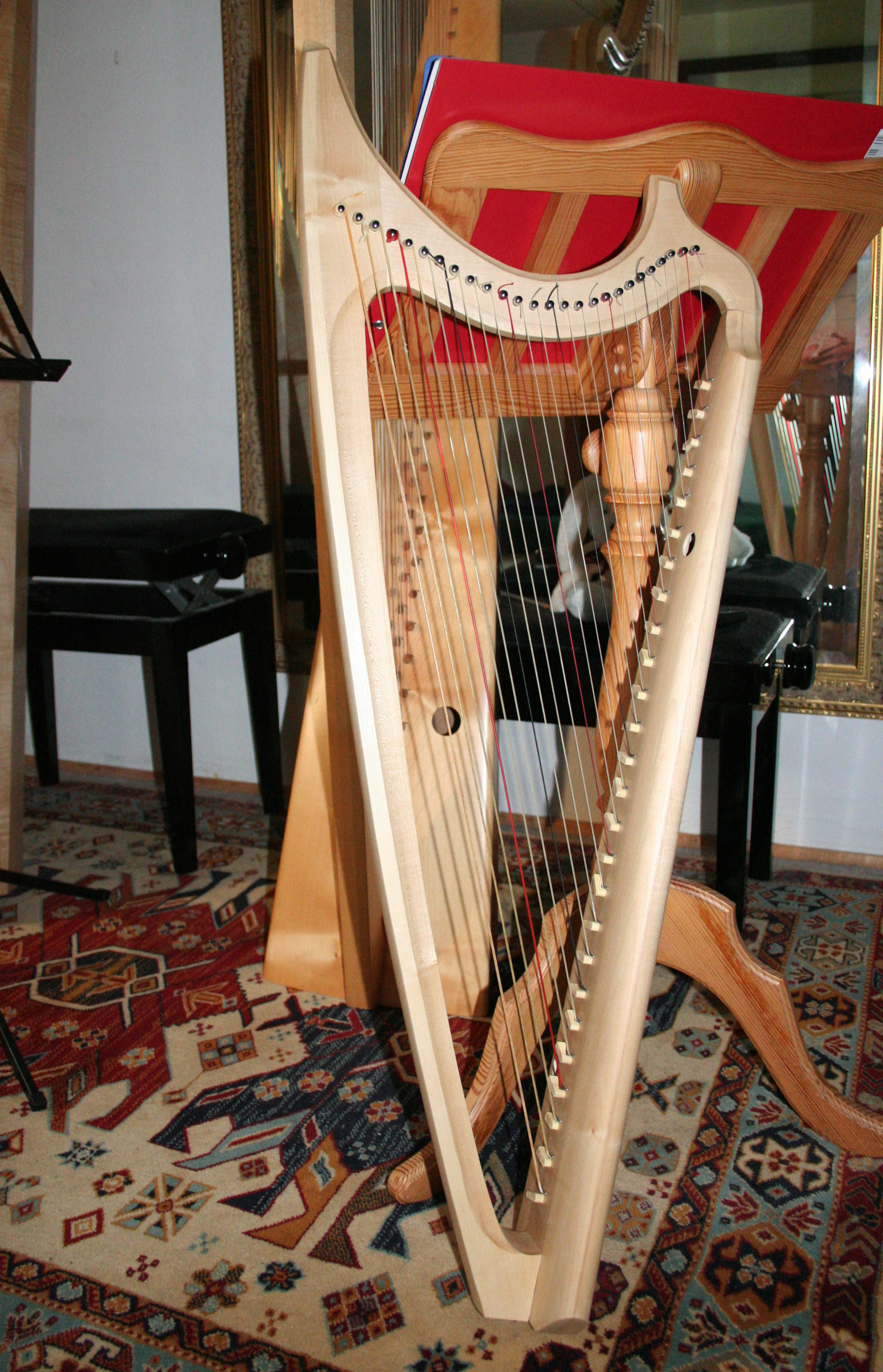
„Gotische“ Harfe
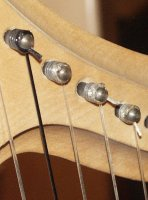
Saiten ohne Stegstifte
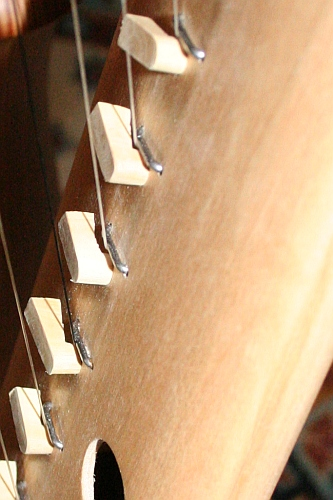
Schnarrer einer Harfe
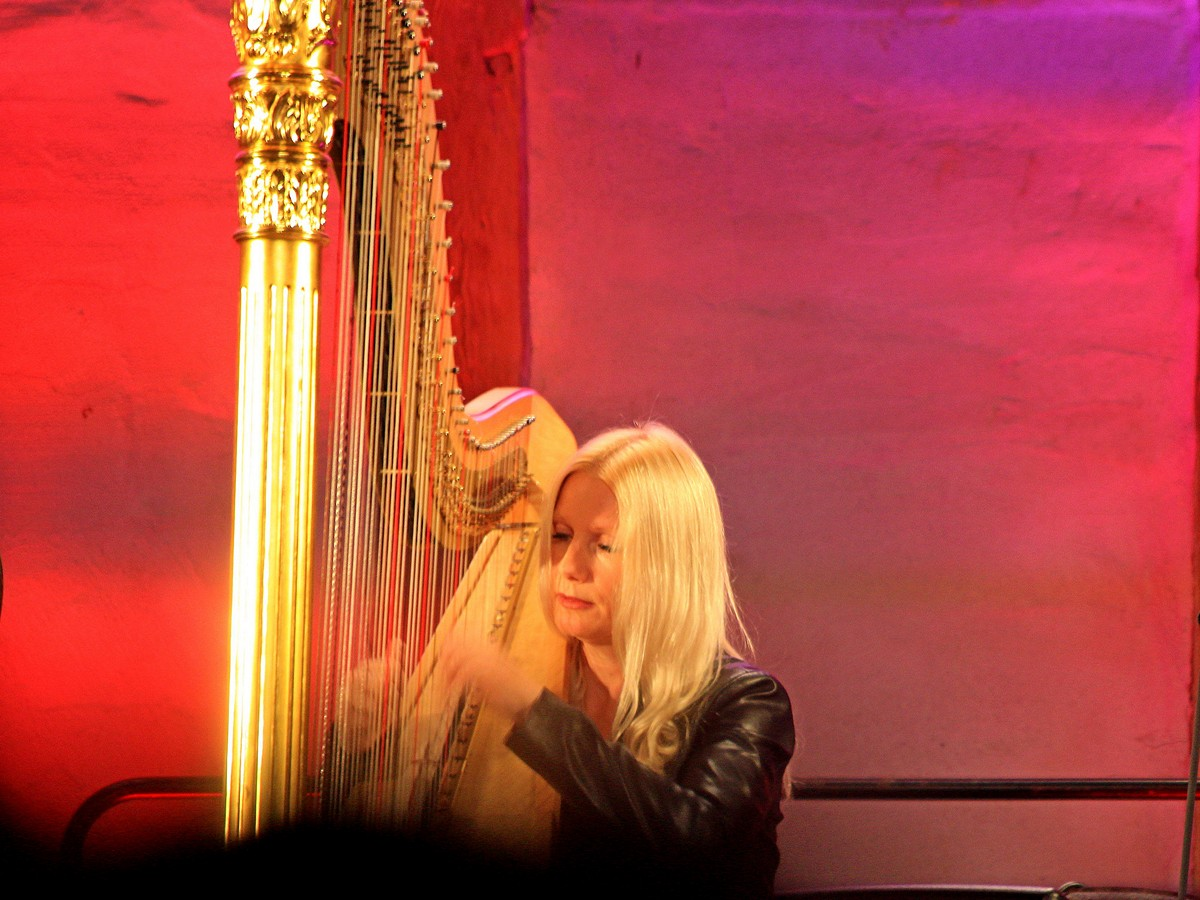
Jazz-Harfenistin

## Spieler (Auswahl)
- Hans Frey (1450–1523)
- Christian Hochbrucker (1733 bis nach 1800)
- Maria Theresia Löw (1809–1885)
- Ada Lovelace (1815–1852)
- Jonny Teupen (1923–1991)
- Andreas Vollenweider (* 1953)
- Xavier de Maistre (* 1973)
- Joanna Newsom (* 1982)
- Tori Handsley (* 1993)

## Hersteller (Auswahl)
Hersteller von Konzertharfen sind unter anderem:
- Aoyama (Fukui, Japan)
- Camac (Mouzeil, Frankreich)
- David (Sainte Croix, Schweiz)
- Horngacher (Starnberg, Deutschland)
- Lyon & Healy (Chicago, USA)
- Salvi (Piasco, Italien)
- Riedel (Pöhla, Deutschland)
- Thurau (Wiesbaden, Deutschland).

Speziell für Einfachpedalharfen (Tiroler Volksharfen) sind erwähnenswert:
- Finess-Harfen Johannes Fischer (Frasdorf, Deutschland)
- Fischer (Traunstein, Deutschland)
- Kröll (Münster, Tirol, Österreich)
- Mürnseer (Kitzbühel, Österreich)
- Petutschnigg (Lienz, Österreich)
- Schroll (Traunstein, Deutschland)
- Zangerle (Ebbs, Tirol, Österreich)

## Festivals
- USA International Harp Competition; Bloomington (Indiana)
- World Harp Congress (WHC) an wechselnden Orten weltweit
- Europäisches Harfen Symposium an ebenfalls wechselnden Orten
- Internationales Harfenfestival, Weil am Rhein
- Süddeutsches Harfenfestival
- Keltische Tage am Bodensee
- Harfentreffen (in Lauterbach/Hessen seit 2006, Mosenberg 1985–2005, in Josbach 1981–84)
- Harfensommer (in Bad Homburg/Hessen seit 2021, Lauterbach/Hessen 2010–2019)
- International Edinburgh Harp Festival
- Somerset Folk Harp Festival, New Jersey, USA

## Weitere Formen der Harfe
- Antike griechische Harfen: Pektis, Sambyke (Hackbrett oder Harfe), Trigonon, Psalterium (Leier oder Harfe), Magadis und Nablium
- Adungu, Bogenharfe im Norden Ugandas
- Ardin, mauretanische Winkelharfe
- Bin-baja, seltene Bogenharfe in Zentralindien
- Bolon, frühe Form einer westafrikanischen Stegharfe
- Ennanga, Bogenharfe im Süden Ugandas
- Konghou, historische chinesische Winkelharfe
- Kora, westafrikanische Stegharfe
- Kugo, historische japanische Winkelharfe
- Kundi, Bogenharfe in Zentralafrika
- Saung gauk, burmesische Bogenharfe
- Seperewa, westafrikanische Stegharfe
- Tschangi, georgische Winkelharfe
- Waji, afghanische Bogenharfe
- Yazh, historische Bogenharfe der Tamilen in Südindien

Nach der Klassifikation der Hornbostel-Sachs-Systematik ist eine Harfe jedes Saiteninstrument, dessen Saitenebene rechtwinklig von der Decke des Resonanzkörpers bis zu einem entfernten Saitenträger verläuft. Demnach gehört auch der am Beginn der Entwicklung der Saiteninstrumente stehende afrikanische Erdbogen in diese Gruppe.
Instrumentenkundlich keine Harfen sind die „Harfe“ genannte Äolsharfe (Windharfe), Laserharfe und Kinderharfe.